# Massateknik
Massateknik är en kemiteknisk vetenskap som undersöker tekniker och fenomen inom massatillverkning från främst vedråvara. Som vetenskap innehåller den moment av kemi, biologi och strömningsvetenskap. Som akademisk disciplin är den relativt liten, men internationella konferenser arrangeras varje år, och det finns internationella sammanslutningar dedikerade till ämnet.
I Sverige är ämnet väl företrätt med professurer bland annar på KTH, Chalmers, Mittuniversitetet och Karlstads universitet. Ämnet ingår i civilingenjörsutbildningar och är viktigt för skogsindustrin.
En nordisk tidskrift på området är Nordic Pulp and Paper Research Journal.